# Arlete Caramês
Arlete Ivone Caramês (Porto União, 15 de setembro de 1943) é uma ativista e política brasileira filiada ao Partido Progressista (PP).

## Biografia
Arlete Caramês foi funcionária do Banco do Estado do Paraná e ficou conhecida após o desaparecimento de seu filho em 1991, em Curitiba. O caso, na época, ganhou as principais manchetes no Paraná e teve grande repercussão nacional, o que levou a criação em 1995 do Serviço de Investigação de Crianças Desaparecidas.
Em 1998, candidatou-se a deputada federal pelo Partido Progressista Brasileiro (PPB), não sendo eleita. Já em 2000, foi eleita vereadora de Curitiba e, em 2002, elegeu-se deputada estadual pelo PPS. Em 2010 tentou novamente o cargo de deputada estadual, porém não obteve êxito.
Depois do desaparecimento de seu filho, criou a ONG "Movimento Nacional em Defesa da Criança Desaparecida do Paraná" (CriDesPar) e ajudou na criação da Lei 11.259, de 30 de dezembro de 2005, que alterou a redação do Estatuto da Criança e Adolescente para que buscas imediatas ocorram logo depois que desaparecimentos de crianças sejam informados para as autoridades competentes.